# Adrolampis ochracea
Adrolampis ochracea är en insektsart som först beskrevs av Marius Descamps 1978.  Adrolampis ochracea ingår i släktet Adrolampis och familjen Romaleidae. Inga underarter finns listade i Catalogue of Life.